# Esox aquitanicus
Esox aquitanicus là một loài cá chó trong họ Esocidae. Chúng được mô tả lần đầu tiên vào năm 2014 bởi các nhà khoa học Denysa, Dettaib, Persatc, Hautecœura và Keitha.